# オールズモビル・トロネード
オールズモビル・トロネード（Oldsmobile Toronado）は、1966年から1992年までゼネラルモーターズ（GM）のオールズモビル・ディビジョンで製造された2ドアクーペである。
"トロネード（Toronado）"という名称には特別な意味は無く、元々は1963年のシボレーのコンセプトカーのために考え出された名前であった。フォード・サンダーバードやビュイック・リヴィエラと直接競合するオールズモビルのフルサイズのスペシャリティカーとして企画されたトロネードは、1937年のコード（Cord）以来途絶えていたアメリカ合衆国で大規模に量産された最初の前輪駆動（FWD）車として歴史的に記憶されている。
トロネードは構造的に1966年の後輪駆動のビュイック・リヴィエラと翌年のキャデラック・エルドラド（Cadillac Eldorado）と関連を持っていたがスタイリングは全く異なっていた。トロネードはリヴィエラとエルドラドとはその28年間の歴史でEボディ（E-body）・プラットフォームを共有し続けたが、ビュイック・リヴィエラは1979年モデルまで前輪駆動に転換しなかった。

## 初代（1966年 - 1970年）

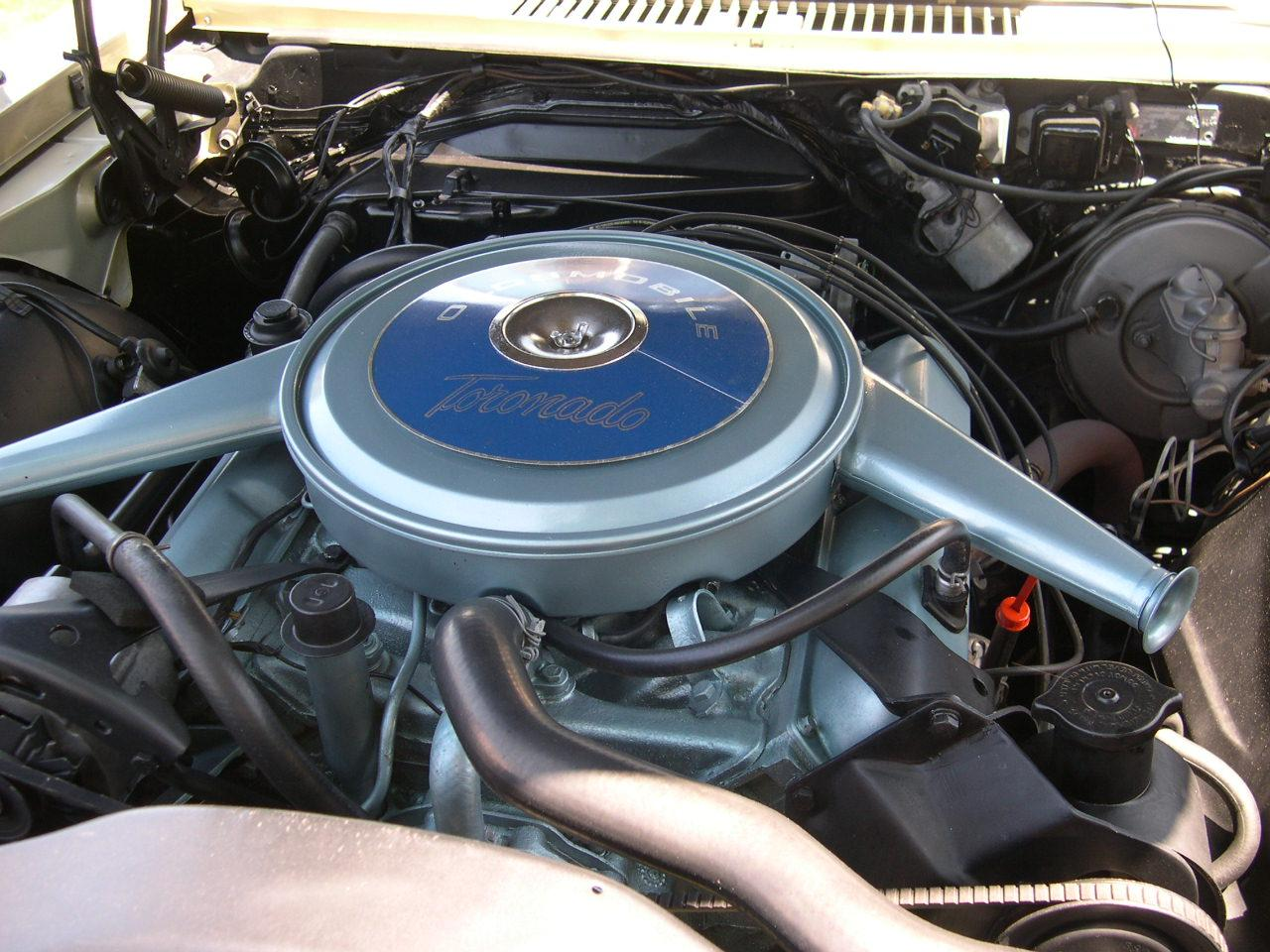
1967年 トロネードの425 cu-in スーパーロケット V8 エンジン

初代のトロネードは1962年にオールズモビルのデザイナーのデビッド・ノース（David North）が描いたスケッチから始まった。彼のデザインは小型のスポーツ／パーソナルカーで"フレームレッドカー（Flame Red Car）"と呼ばれ、生産は考えられていなかった。しかしデザインが完成して数週間後にオールズモビル・ディビジョンは1966年モデルとしてリヴィエラ／エルドラド級のパーソナルカー製造許可の通知を受け、ノースのデザインが選ばれた。製造コストの観点から、まだ名が無いこの車は1966年モデルとして刷新されるリヴィエラとEボディと呼ばれるプラットフォームの骨格を共有することとなりノースが想定していたよりも大きな車となった。オールズモビルやGMのデザイン部門の長であるビル・ミッチェル（Bill Mitchell）がこの車を中型車（intermediate）のAボディ（A-body）・プラットフォームに押さえ込もうと努力したにもかかわらずコスト的な理由から却下された。
1958年以来オールズモビルは技術者のジョン・ベルツ（John Beltz、後にオールズモビル・ディビジョンの長となる）に率いられたプロジェクトで前輪駆動の開発を行ってきていた。当初はより小型のF-85シリーズ（F-85 line）に応用する計画であったが、コストと実験特性からより大型で高価格の車に適用することになった。フォード・モーター社の技術者F. J. フーヴェン（F. J. Hooven）は類似の前輪駆動レイアウトの特許を取っており、フォード社は1961年モデルのフォード・サンダーバードの設計にこれを取り入れることを真剣に検討していた。しかし、このような新規技術をそのような短期間で開発するというのは懐疑的な計画であった。
オールズモビルはトロネードの開発に7年の歳月を要した。市場に導入する前に1,500万マイル以上の過酷なテストが実施され、トロネードの前輪駆動機構の堅牢性と信頼性が検証された。オールズモビルは明らかに新機構の不具合を市場に出た後で誰にも経験して欲しくはなかった。トロネードの設計が如何に念入りであったかは、1970年代のGMC・モーターホーム（GMC motorhome）が基本的にトロネードから派生した駆動機構を変更無しで使用していたことが証明している。
トロネードの命名はそれ自体が一大事であった。知られている開発中に考えられていたその他の名称には：マグナム（Magnum）、シロッコ（Scirocco）、レイヴン（Raven）がある。
その7年間の開発期間中にGMによるトロネード用の発明と設計がいくつかあった：
- 大容量のターボ＝ハイドラマチック（Turbo-Hydramatic）400型3速オートマチックトランスミッション（前輪駆動用の名称はTHM425）
- ロチェスター・クアドラジェット（Quadrajet） 4バレルキャブレター
- 球状排気管接合部ガスケットは排気管を自在に動かすことができ、排気漏れを防いだ。
- "ドラフト＝フリー（Draft-Free）"換気システムにより従来の三角窓を廃することで風きり音が激減した。

ファイアストン社はトロネードのためにTFD（Toronado-Front-Drive）と呼ばれる特製の8.85" x 15"タイヤを開発した。このタイヤは通常の物より硬いサイドウォールを持ち、接地面と見栄えのする細く白いピンストライプの独特な物だった。
通常とは異なるトロネードの動力機構はユニタイズド・パワーパッケージ （Unitized Power Package：UPP）と呼ばれた。これはエンジンと変速機を一体化してエンジンルームに搭載したもので、通常の後輪駆動車よりも小さくまとまっていた。
オールズモビルの技術陣はこの車の動力源に従来のエンジンの性能を向上させたものを選択した。385 hp (287 kW) と 475 ft•lb (644 Nm)のトルクを発生するオールズ 425 cu in（7.0 L） スーパーロケットV型8気筒で、これはスターファイア（Starfire）425より10 hp (7 kW)、オールズモビル・ナインティーエイト（Ninety-Eight）に搭載されていた標準の425より20 hp (15 kW)も高出力であった。トロネードの吸気管は独特でボンネットと干渉しないように扁平になっていた。
大容量のターボ＝ハイドラマチック3速オートマチックトランスミッション（THM400、TH400）はトロネードの開発から生まれ出てきた。前輪駆動用はTH425と呼ばれ、変速機の遊星歯車機構から分離されたトルクコンバーターは、2つの12インチスプロケットをまわしてHy-Voと呼ばれる2インチ幅の静音チェーンドライブを介して歯車機構を駆動した。Hy-VoチェーンドライブはGMのハイドラ＝マチック（Hydra-Matic）部門とボルグワーナー社のモース・チェーン（Morse Chain）部門が共同開発したものであった。このチェーンは非常に強靭な鋼製で、工場で特殊な機械であらかじめ張られたのでテンショナーやアイドラープーリーは必要無く、変速機のギアの回転方向を反転させなければならなかったが多くの部品を通常のTH400型と共用していた。オートマチックトランスミッションを使用することで手動シフトのリンケージも不要とすることができた。技術者達はオートマチックトランスミッションでも充分な性能を発揮できると考えていたのでマニュアルトランスミッションを搭載することは考えられていなかった。
トロネードはGM初のサブフレーム（subframe）構造車であり部分的にはモノコック構造を採用していた。サブフレームは後輪サスペンションのリーフスプリングの前端まで伸びており、ここがリーフスプリングの取り付け位置になっていた。このサブフレームがパワートレーン、前輪サスペンション、フロアパンを支持することにより道路やエンジンの振動を上手く遮断していた。（これは1967年発表のシボレー・カマロやポンティアック・ファイヤーバードと似た設計思想であった）
スペース上の理由からオールズモビルはトロネードに通常の不等長ダブルウィッシュボーンと共にトーションバー・スプリング式の前輪サスペンション（トーションバー方式のサスペンションを採用した初のGMの乗用車）を採用した。後輪サスペンションは1枚のリーフスプリング上に簡潔なビームアクスルが載っていたが、唯一特異な点は1輪に垂直方向と水平方向（車輪の動きを制御するラジアスロッド：radius rodの役目を果たす）の2本のショックアブソーバーを備えていた点であった。
ブレーキは保守的な11インチ（279mm）径のドラムブレーキであり、これはトロネードの弱点であると考えられていた。車重の大きい車は何度か急ブレーキを踏むと過熱し、ブレーキが甚だしくフェードして制動距離が伸びることとなった。1967年モデルに実質的な改善策として前輪にベンチレーテッドディスクブレーキがオプション設定された。
トロネードのUPPは車内の完全に平坦な床を実現していたが、室内スペースは（主に後席の頭上スペース）ファストバック（fastback）スタイルにより幾らか限定されていた。2ドアクーペながらトロネードはその長いドアにより後部座席への乗降性を確保しており、オプションで設定されていた後席に装着できるドアノブにより前部座席の背後から手を伸ばさなくともドアを開けることができた。この機能は同時代のインペリアル（Imperial）にも装備されていた。
運転席の前にはデザイン度の高いハンドルが位置しており、運転者はこれに付いた2重デルタ型のホーンリングを通して固定"指針"に垂直方向へ回転する数値が印字された回転ドラムという特異な速度計を見た。その他全ての計器、指示灯、スイッチ類はドライバーの手近にまとめられていた。
テスト重量の平均が5,000 lb (2,300 kg)に近いにもかかわらず公表された1966年モデルのトロネードの性能データは、0–60 mph (0–97 km/h)加速が7.5秒、静止状態から1/4 マイル (400 m)を通過するのに16.4 秒 @ 93 mph (150 km/h)で最高速度は135 mph (217 km/h)に達した。テスト要員はトロネードが顕著に車体前部に荷重が偏りその結果アンダーステア傾向であるにもかかわらず、通常の走行ではその他のフルサイズのアメリカ車とは実質的に違いがないことに気付いた。実際に多くの同時期のテスト要員達はトロネードが他の車より安定し応答性が良く、限界まで追い込んだときに実質オーバーステアにはならないが素晴らしいハンドリング特性を示すと感じていた。
W-34という符号で呼ばれる特別なオプション品が1968–70年モデルのトロネードに用意されていた。このオプションにはエアクリーナー用の冷気導入システム、高性能カムシャフト、素早く剛性感のある変速に調整され5 mph (8 km/h)時のトルクが倍増された"GT"トランスミッションが含まれていた。1966–67年モデルに似たバンパーに割り込んだ2本出しのデュアル排気管もW-34には含まれていた。標準モデルもデュアル排気管であったが、1本の排気口だけはマフラーがある車体後部右側から幾分隠れていた。
1970年モデルのみのW-34オプションには外装に特製"GT"バッジが含まれていた。W-34モデルのトロネードは0–60 mph (0–97 km/h)加速が7.5秒、静止状態から1/4 マイル (400 m)を通過するのに15.7 秒 @89.8 mph (144.5 km/h)であった。
導入当初のトロネードの販売は比較的良好で1966年モデルは40,963台が生産された。トロネードはモータートレンド（Motor Trend）誌のカー・オブ・ザ・イヤー賞やカーライフ（Car Life）誌の優秀技術賞の様な幾つかの自動車賞を獲得することによりオールズモビルに大きな宣伝効果をもたらした。トロネードは1966年度のヨーロッパ・カー・オブ・ザ・イヤーの第3位も獲得した。
多少のフェイスリフトを施され、オプションのディスクブレーキを追加し、乗り心地を少し柔らかくした1967年モデルの販売はおおよそ半分の22,062台に落ち込んだ。トロネードが初年度の販売記録を取り戻すのは1971年モデルであった。

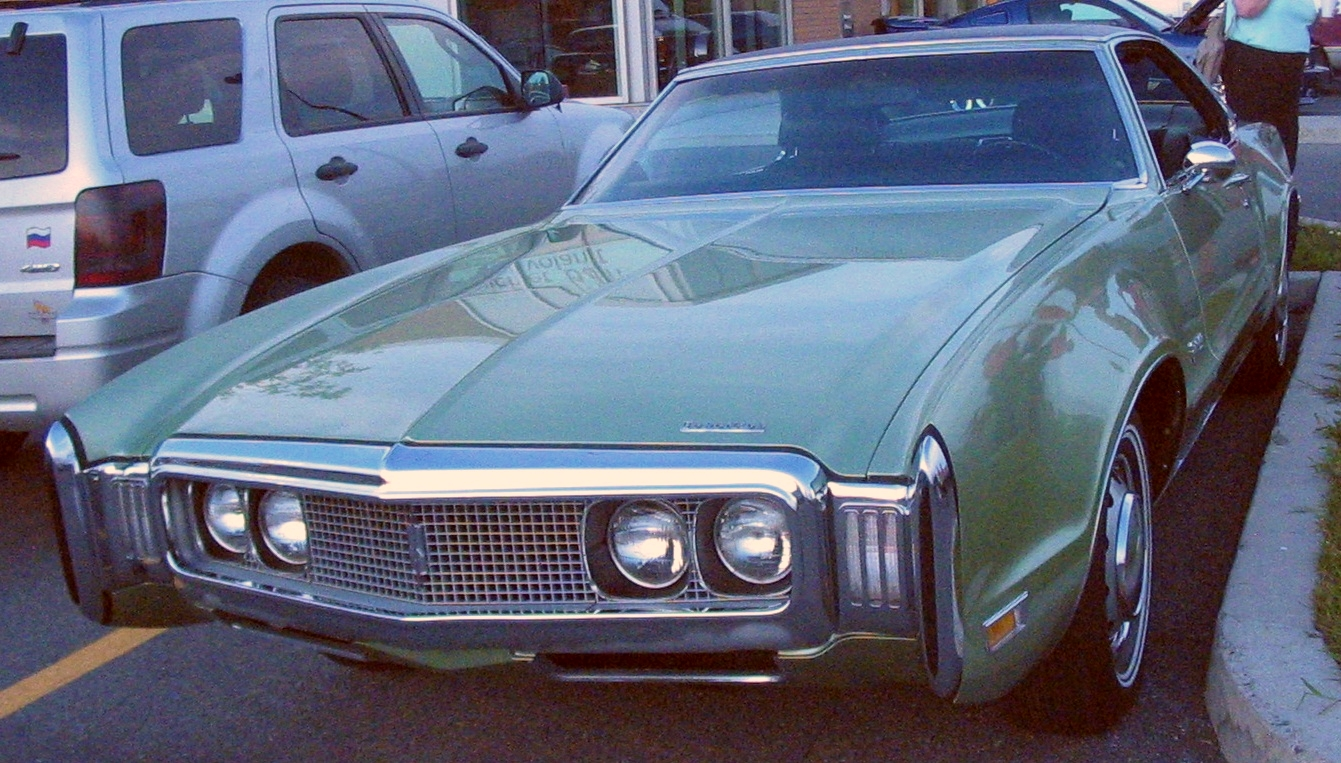
1970年モデル。ハイダウェイ・ヘッドランプが廃止され、固定式丸目4灯となった。

1967年にキャデラックは、キャデラックV8エンジン（Cadillac V8 engine）を搭載したUPPを使用した自前のモデルのキャデラック・エルドラドを導入した。エルドラドはE-ボディ・シェルをトロネードとリヴィエラと共用していたがスタイリングは全く異なり、この3車種はまったく別のモデルに見えた。
初代のトロネードは通常の年度毎のフェイスリフトを施されつつ1970年モデルまで続いた。ブレーキ以外の主要な変更点はオリジナルの425 cu in (7.0 L) V8ロケットエンジンが1968年に標準で375 hp (280 kW)、W-34オプションで400 hp (300 kW)の455 cu in (7.5 L) V8ロケットエンジンに換装され、1969年にリアクォーターの外板が変更（側面から見るとスロープを描くような小さなヒレ状になった）された。1970年にはリトラクタブルヘッドライトが廃止され、ホイールアーチ部が角張った形状の張り出しが導入された。
僅かな内装の模様替えもモデルイヤー毎の変遷と共に盛り込まれ、1968から70年モデルにはストラト・バケットシート（Strato bucket seats）と共にフロアシフトが装着された前後席に渡るセンターコンソールが追加料金でオプション注文できたが、この仕様の注文は僅かであった。圧倒的多数の購入者は前輪駆動構造により実現した平坦な床の恩恵を享受できるように標準のストラト・ベンチシート（Strato bench seat）を選択した。床に"膨らみ"が無いことで後輪駆動車よりも遥かに快適に3人が並んで座れ、前後席の中央席の者も脚を無様な格好にして座る必要は無かった。
サスペンションの堅さとそれに起因する乗り心地の質は年々徐々に柔らかくなっていった。興味深いことに1966年型に使用されたトーションバーを利用したヘビーデューティ仕様のサスペンションは、初代トロネードの後期になってオプションで設定された。
諸元
- エンジン: 1966–67年 - 425 cu in (7.0 L) OHV V8、1968–70年 - 455 cu in (7.5 L) OHV V8
- 出力: 1966–67年 - 385 hp (287 kW) @ 4800 rpm、1968–70年 - 375 hp (280 kW) @ 4400 rpm、400 (298 kW) @ 5000 rpm（W-34オプション）
- トルク: 1966–67年 - 475 ft•lbf (644 N•m) @ 3200 rpm、1968–70年 - 510 ft•lbf (691 N•m) @ 3000 rpm、500 ft•lbf (678 N•m) @ 3200 rpm（W-34オプション）
- 変速機: 3速オートマチック、ターボ＝ハイドラマチック 425 (THM-425)
- 最終減速比: 1966–67年 - 3.21:1、1968–70年 - 3.07:1
- ホイールベース: 119.0" (3023 mm)
- 全長: 1966–67年 - 211" (5359 mm)、1968年 - 211.6" (5375 mm)、1969–70年 - 214.8" (5456 mm)
- 全高: 52.8" (1341 mm)
- 全幅: 78.5" (1994 mm)
- トレッド、前／後: 63.5" (1613 mm) / 63.0" (1600 mm)
- 重量、乾装／curb: 4,311/4,496 lb (1,955/2,039 kg)
- 重量配分、前／後(%): 60.3/39.7

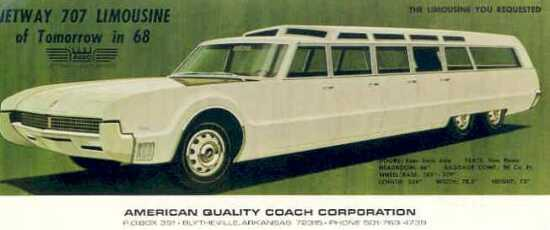
AQC・ジェットウェイ707

### リムジン
1960年代終わり（1968年）にオールズモビル唯一の特装車のAQC・ジェットウェイ707（AQC Jetway 707）として知られるリムジンを製造した。707は6輪車であり、その他のリムジンと見間違えるようなことはまずない。僅かに数えられる程度の台数が製造された。

## 2代目（1971年 - 1978年）
初代とは劇的にスタイリングが変わり、トロネードは"GT"スタイルの車からより保守的な高級車分野の車へと変容した。1967-70年モデルのエルドラドのスタイリングの特徴を取り入れたトロネードはビュイック・リヴィエラよりもキャデラック・エルドラドの方に近似性を持つようになった。前輪ディスクブレーキが標準装備となり、 空力特性に優れたグリルレスのデザインを基調とするボトムブリーザーの概念が採り入れられた新しい外観は、多くの新しい顧客を惹きつけ販売数は劇的に増加した。
ホイールベースが119インチからフルサイズのデルタ 88（Delta 88）より僅か2インチ短いだけの122インチ（3,100 mm）へ延長された'71年モデルのトロネードは全てのサイズが拡大されていた。初代のサブフレーム構造もフルサイズ車のデルタ 88やナインティエイト（Ninety-Eight）と似たフレームと別体ボディ構造に変更された。前輪のトーションバー式サスペンションは継承されたが、後輪のリーフスプリングはコイルスプリングに変更された。
455 cu inのロケットV8エンジンは標準型のトロネードのエンジンとして前モデルから引き継がれた。2代目のトロネードの導入はGMが1971年モデルに盛り込む技術指針に合致していた。全てのエンジンは、ますます厳しくなる連邦（そしてカリフォルニア州）の排気ガス規制に合致するように低オクタン価の有鉛レギュラーガソリン、低鉛または無鉛ガソリンで稼動しなければならなく、これを解決するために圧縮比を下げるといった方法に至った。これは無鉛ガソリンの使用を必須とする1975年の三元触媒の導入へ向けての第一歩であった。1971年モデルのトロネードの455 cu in (7.5 L) V8エンジンは圧縮比8.5 : 1（1970年モデルの10.5 : 1から低下）で350 hp（1970年モデルの375 hpから低下）の出力を発生した。
1972年モデルでは455エンジンの表示出力は250に落ちた。これは出力の測定方法が測定架台上で補器類を付けずにエンジン単体で測定するグロス方式から全ての補器類と排気ガス浄化装置を付け車両に搭載した状態で測定する“ネット”方式へ変わったためであった。455エンジンを搭載した最後の1976年モデルのトロネードでは出力はネットで215馬力まで落ちていた。
1971- 78年モデルは、現在の米国の全ての乗用車に義務化されている2つの安全装備を使用した初期の例として特筆される。1960年代のフォード・サンダーバードが短期間似たような装置をオプションで装備したことがあるが、トロネードは初めてハイマウントストップランプを標準で装備した車であった。またトロネードは1974年から1976年モデルにかけてGM初の実験的製品でエアクッション・リストレイント・システム（Air Cushion Restraint System）と名付けられた運転席と助手席のエアバッグを装着した。これらのトロネードは運転席側のダッシュボード下側に膝あてが付き特徴のあるハンドルを備えていた。

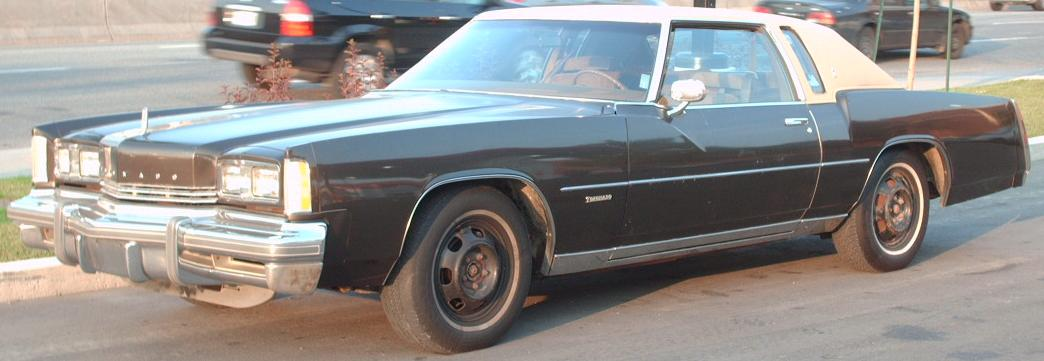
1975年-78年モデル。73年モデルと異なり、フロントフェイスに細長いグリルが取り付けられ、バンパー左右下面の走行風導入口が無くなっている。

スタイリングと技術面での注目点は、1972年モデルに磨耗を知らせる警報装置付きのディスクブレーキ、1973年モデルに縦型の尾灯と共に全国的に必須となった前部の5マイルバンパー、1974年モデルにボンネット上で直立したオーナメント、後部の5マイルバンパーとオプションで側面に固定式のオペラウインド（opera window）、1975年モデルには角型ヘッドライトが装備された。しかし、5マイルバンパーの装備に伴い、エアインテークを従来通りバンパーの下面から行うレイアウトとする為、ボトムブリーザー構造は1973年を境に、フェイスリフトを繰り返す中で段階的に廃止されていった。
第2世代のトロネードの販売期間中のほぼ全てに渡って毎年2種類の内装トリムが提供された。標準の内装トリムは布製かビニール製からの選択、前席はセンターアームレスト付きカスタムスポーツ・ベンチシートであった。オプションのブロアム（Brougham）の内装は布製のベロアかビニール製からの選択、カットパイルのカーペットやドアに装着された足元用の照明が備えられ、前席はセンターアームレスト付き60/40分割式ベンチシートであった。1971年モデルから1973年モデルにかけてのトロネードには、運転席の真正面に大きな四角の速度計、暖房／エア・コンディショナーとライト／ワイパーのスイッチを左側にラジオの操作系とシガーライターが右側に付いた他のフルサイズのオールズモビル車と似た左右に張り出した計器盤「コマンドセンター（"Command Center"）」を備えていた。1974年から1978年のモデルでは、横に「メッセージセンター（"Message Center"）」という名称の警告灯が付いた水平移動指針の速度計、燃料計と象限儀状のシフトレバーを備えた平たい計器盤（再度デルタ88とナインティエイトと共通の）で、その他の操作スイッチは前年のモデルと同じ場所にあった。
高級車に相応しくトルネードは、ターボ=ハイドラマチック変速機、可変転舵量パワーステアリング、倍力装置付き前輪ディスクブレーキと共に電気時計、カーペット、豪華なホイールカバーといった数多くの標準装備品を備えていた。実質的に全てのトルネードは、エア・コンディショナー、8トラックプレーヤー付きAM/FMカーオーディオ、トランクオープナー、ビニール張りの屋根、チルト・伸縮式ハンドル、クルーズコントロール、パワーウィンドウ、ドアの自動施錠と6ウェイ電動シートといった追加料金が必要となるオプション品を装備して販売された。パワーウインドウは1975年モデルから標準装備となった。
この世代のトルネードの末期では新たな変更はほとんどラジエターグリルや外装飾りといったスタイリング上の些細なものに限られていたが、1977年にXSとXSRというモデルが発表された。双方共に熱線入りの折り曲げ3面リアウインド（画像）を持ち、XSRはボタン1押しで内側に引き込まれる電動式Tバールーフを備えていた。しかし試作段階でXSRはこの引き込み部から排水することができず、これはこの車が雨天には容赦ない雨漏りに苛まれることを意味していた。誰もこの問題に対し有効な解決案を考え出すことができなかったらしく、僅か1台の試作車が造られただけでこの車の計画は静かに幕を閉じた。量産に入ったXSにはGMのより信頼性の高い（十分な漏水対策の施された）スライド式サンルーフのアストロルーフ（Astroroof）が提供された。
走る実験室である"XSR"試作車は、1990年代遅くにキャデラック・オートモビル誌（Collectible Automobile Magazine）により「復元された」と報じられた。
1977年モデルでは455 cu in (7.5 L)のV8エンジンは、来る政府の燃料消費率規制（CAFEという名で知られ、1978年モデルから摘要された）のために小排気量の403 cu in (6.6 L)エンジンに代替された。加えて、以前はオールズモビル車の中で最大であったデルタ88とナインティエイトが1977年モデルで小型化されたため、もう2回のモデルイヤーに渡りトルネードがオールズモビル車中で最大の車となった。1978年モデルで中型のカットラス（Cutlass）・シリーズが小型化されると自動車産業全体の小型車への流れのあおりを受けてトロネードはオールズモビル車の中で取り残され先行きは暗かった。
この世代はおそらく販売面では革新的で議論を呼んだ「舳先（"boat-tail"）」（画像）デザインを採用した同時期のビュイック・リヴィエラに助けられ、トロネードは当初このビュイックの従兄弟よりも販売数が多かった。しかし、逆に高価格のキャデラック・エルドラドはほとんどの年でトロネードより良く売れた。

## 3代目（1979年 - 1985年）
第3世代のトロネード（image）は1978年の秋に1979年モデルとして発売された。このトロネードは重量で約1,000ポンド軽量化され、長さで20インチ (510 mm)、ホイールベースは114インチ (2,900 mm)に縮められ、全長は204インチ (5,200 mm)になったが室内容積はずっと大きかった。
この新しい小型化されたトロネードは、350 cu in (5.7 L)のオールズモビル・ロケットエンジン、1981年からは307 cu in (5.0 L)を含む前年よりも小さいエンジンを装備していた。
後の1981年から1983年にかけて252 cu in (4.1 L)のビュイック V6（Buick V6）エンジンが用意されたが、これは大幅な減量にもかかわらず加速が緩慢だったために不人気であった。結局、トロネードは尚も幾分重量級の車であり、如何なる型式の6気筒エンジンでも有効に走らせるためには更なる小型化が必要であった。

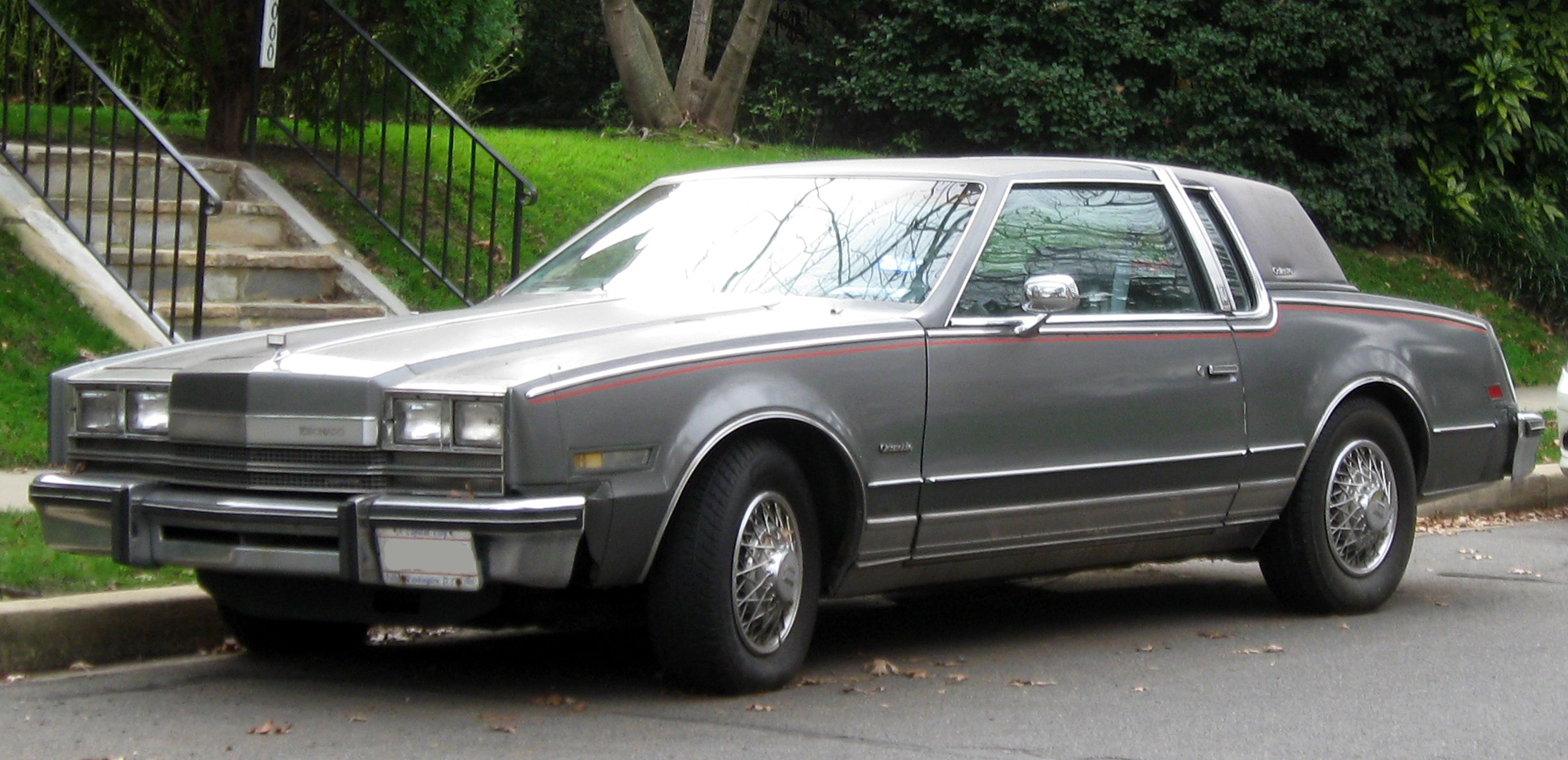
1985年式トロネード・キャリエンテ。ピラードハードトップとなり、オペラウインドウも小型化された外装が与えられている。

当時、好評のオールズモビル350 cu in (5.7 L) V8ガソリンエンジンからオールズモビルの新しいV8 ディーゼルエンジンへの換装も提供された。このエンジンは目新しく経済性にも優れ当初は良く売れたが、不運なことにこのディーゼルへの換装は大きな機械的な不評を引き起こし、オールズモビルにとり不名誉なこととなった。元々ディーゼルエンジンを搭載していた多くの車は最終的にオーナーがうんざりして諦めたときにガソリンエンジンに戻された。
1979年から1981年モデルでは3速ターボ ハイドラ＝マチック（Turbo Hydra-Matic）ATが標準装備され、1982年から1985年モデルでは4速のオーバードライブ付き325-4L型ターボ ハイドラ＝マチックに換装された。1984年 - 1985年モデルでは307 cu inのV8ロケットエンジンが標準であった。

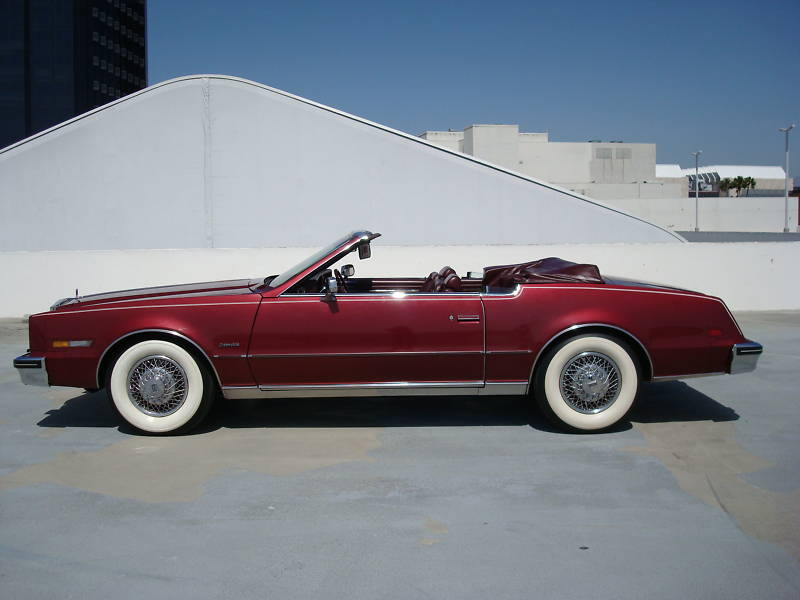
1984年式コンバーチブル

後輪独立懸架（キャデラックの技術者により設計された）が新しいトロネードに装着された。このサスペンション構造はより小さなボディ上で後席とトランクの有効容積拡大に貢献し、これに加え以前のトルネードの乗り心地を犠牲にすることなく操縦性の改善がはかられていた。
ベース車のトロネード ブロアム（Toronado Brougham）に加えXSC（1980-81）やキャリエンテ（Caliente：1984-85）という名称のトリム・パッケージ（Trim package）がベロアや革の内装と共に提供され、デジタル表示の計器も装着された。また、第3世代にはコンバーチブルも設定された。電動式のオープントップはアメリカン・サンルーフ・カンパニーにて製造され、リクライニング・バックレストがオプション設定された。。
このトロネードは従兄弟にあたるリヴィエラやエルドラドと共にV8エンジンを縦置きに搭載する最後のフレーム付きボディ車であった。

## 4代目（1986年 - 1992年）
第4世代であり且つ最後のトロネードは1986年から1992年まで販売された。この車は更に小型化されフレーム付きボディを捨て去りモノコック構造のボディを持ち、1969年以来となるリトラクタブルヘッドライトを採用したトロネードであった。
V8エンジンは廃止され、燃料噴射装置付きの231 cu in (3.8 L)のビュイック V6（Buick V6）のみが唯一のエンジンであった。このエンジンはかなり小型化、軽量化されたトロネードには十分な出力を持っていた。エンジン配置も初代モデル以来伝統的に採用されていた縦置きレイアウトを捨て、世界的に主流となっていたジアコーサ式の横置きレイアウトに移行した。
内部機構では新しいデジタル計器盤とオプションの音声警告システムが採用され、従来と同様に同じ豪華装備が標準装備とオプションとして提供された。標準の座席はセンターアームレスト付き布張りの60/40分割ベンチシートであった。初代の1970年以来のストラト・バケットシートはオプションで提供され、この仕様には1960年代と1970年代のビュイックとシボレー車の幾つかに見られた馬蹄形の"バスケット・ハンドル（basket handle）"型シフトノブ付きの前後席に渡るセンターコンソールが装着されていた。内装は布張りと革から選択ができた。
不運なことにGMのこの小型化は的外れであった。GMの予測ではガソリン価格は1ガロンが3USドルかそれ以上とされていたが、 1985年秋の時点で劇的に下落（米国の多くの地域で1ガロンが1USドル以下）した。GMの販売モデル全般に渡る膨大な数の新型車の代わりに消費者はリンカーン・タウンカーや1986年モデルで販売記録を立てたクライスラー社の長寿のV8エンジンを搭載したフィフス・アヴェニュー（Fifth Avenue）の様な車を、1986年は「大きいを買う（buy big）」ことを選択した。
悲しむべきことに販売が縮小していく姉妹車のエルドラドとリヴィエラと共にトルネードは回復することの無い重大な販売不振に見舞われた。この販売危機は小型化と同様により安価で高級感に欠けるGMのコンパクトカーであるオールズモビル・カレイス（Oldsmobile Calais）やポンティアック・グランダム（Pontiac Grand Am）に酷似した"クッキー型（cookie cutter）"で打ち抜いて作った様なスタイリングに起因していた。
1987年中盤にオールズモビルは陳腐化したトロネードの販売を下支えすることを意図してトロフェオ（Troféo）と呼ばれる標準で革製バケットシート、見かけだけの2本出し排気管、より精悍になったスタイリングと引き締められたサスペンション（リターンショック、ストラットやその他の部品から構成される工場オプションのFE3パッケージとして名高い）を備えたスポーティモデルを導入した。

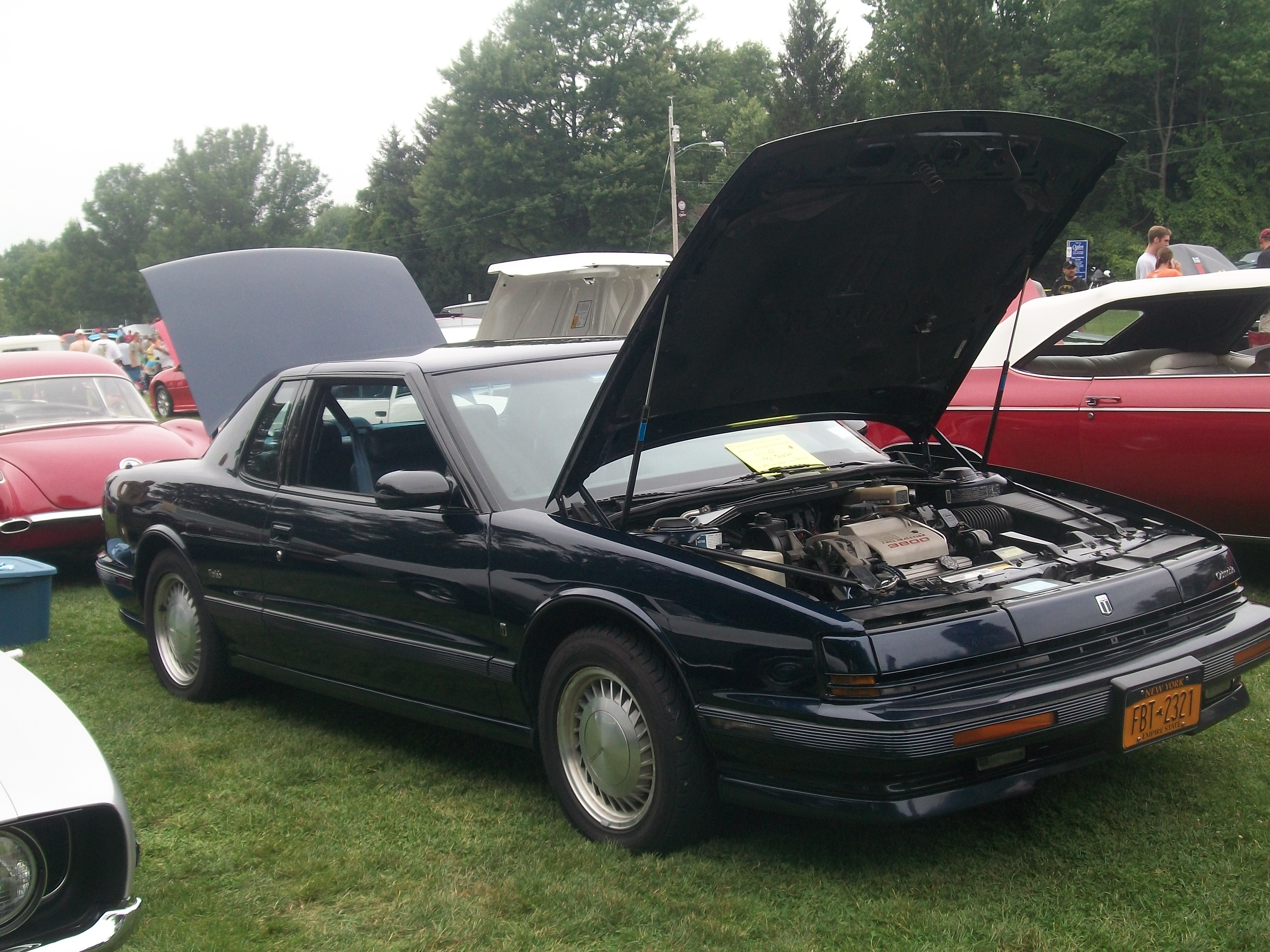
1991年式トロフェオ。この時期はトロネードの名を冠していなかった。

1988年モデルではトロフェオは外装にはもはやトロネードのバッジを着けていなかった。トロフェオのその他の変更点は新しい座席と単色メタリック塗装で、トロフェオとトロネードの双方に大型化されたエア・コンディショナー操作ボタンと後部座席の3点式シートベルトが備えられた。加えて出力を増強した新しいビュイック 3800 LN3型（Buick 3800 LN3）V6エンジン搭載モデルが導入された。ワイアーホイール（Wire wheel）風カバーはオプションから外され、その他の変更点は僅かで主に加飾関連のものであった。
1989年モデルのトロフェオには自動温度調節装置、ラジオやトリップコンピュータ（trip computer）の様な先進的な計器を操作するダッシュボードに備え付けられたタッチパネル式ディスプレー の視覚情報装置（Visual Information Center：VIC）を注文することもできた。VICは車内で携帯電話のハンズフリー機能に使用することもできた。トロフェオはアンチロック・ブレーキ・システムとラジオ、エア・コンディショナー操作ボタン付きの新しいハンドルも標準で装備していた。今やトロネードの座席は標準でコンソール付きのバケットシートであったが、分割式ベンチシートもまだオプションで提供されていた。

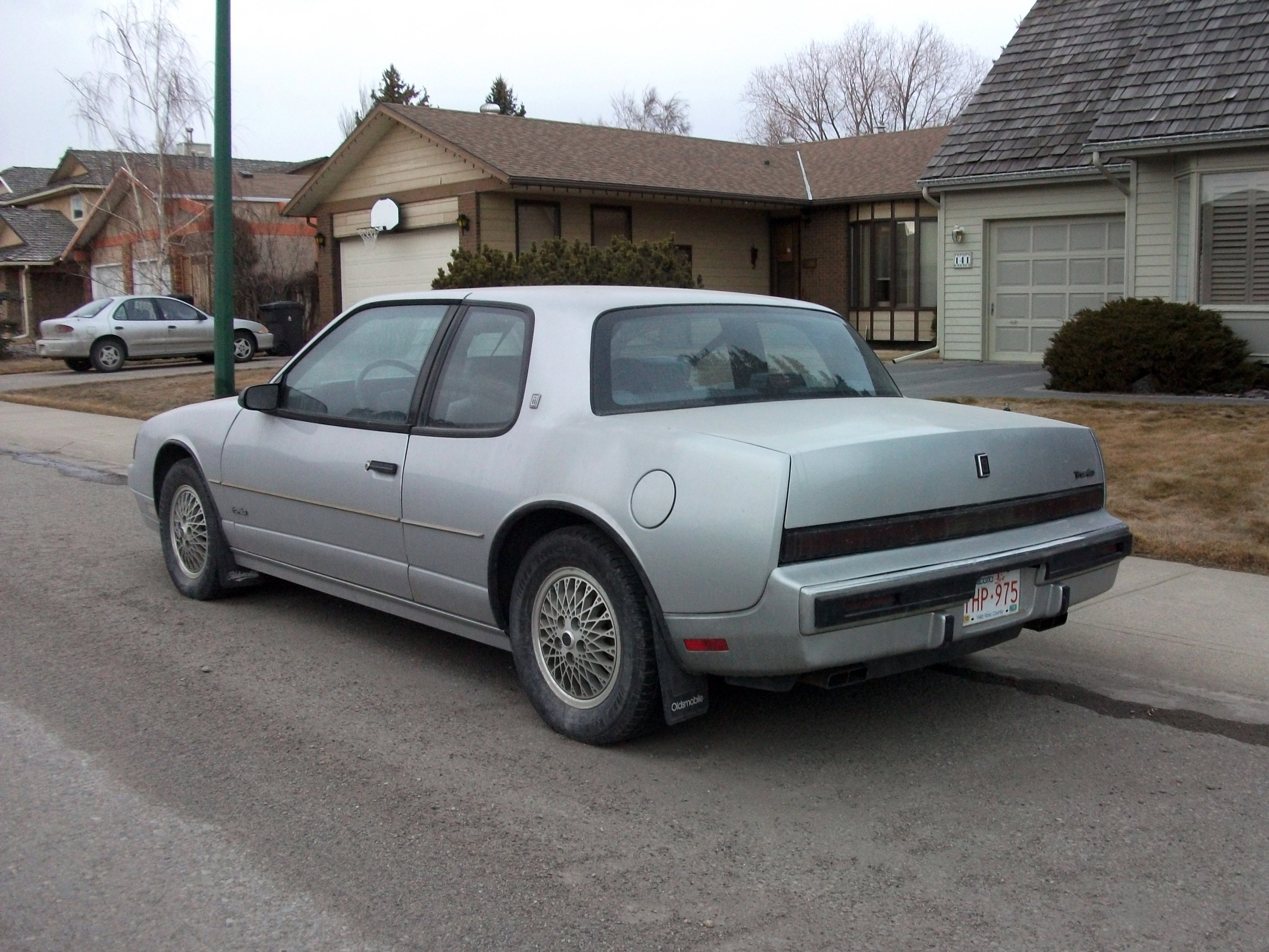
1990年以前のトロフェオのリアビュー。幾分寸詰まりなトランクが特徴である。

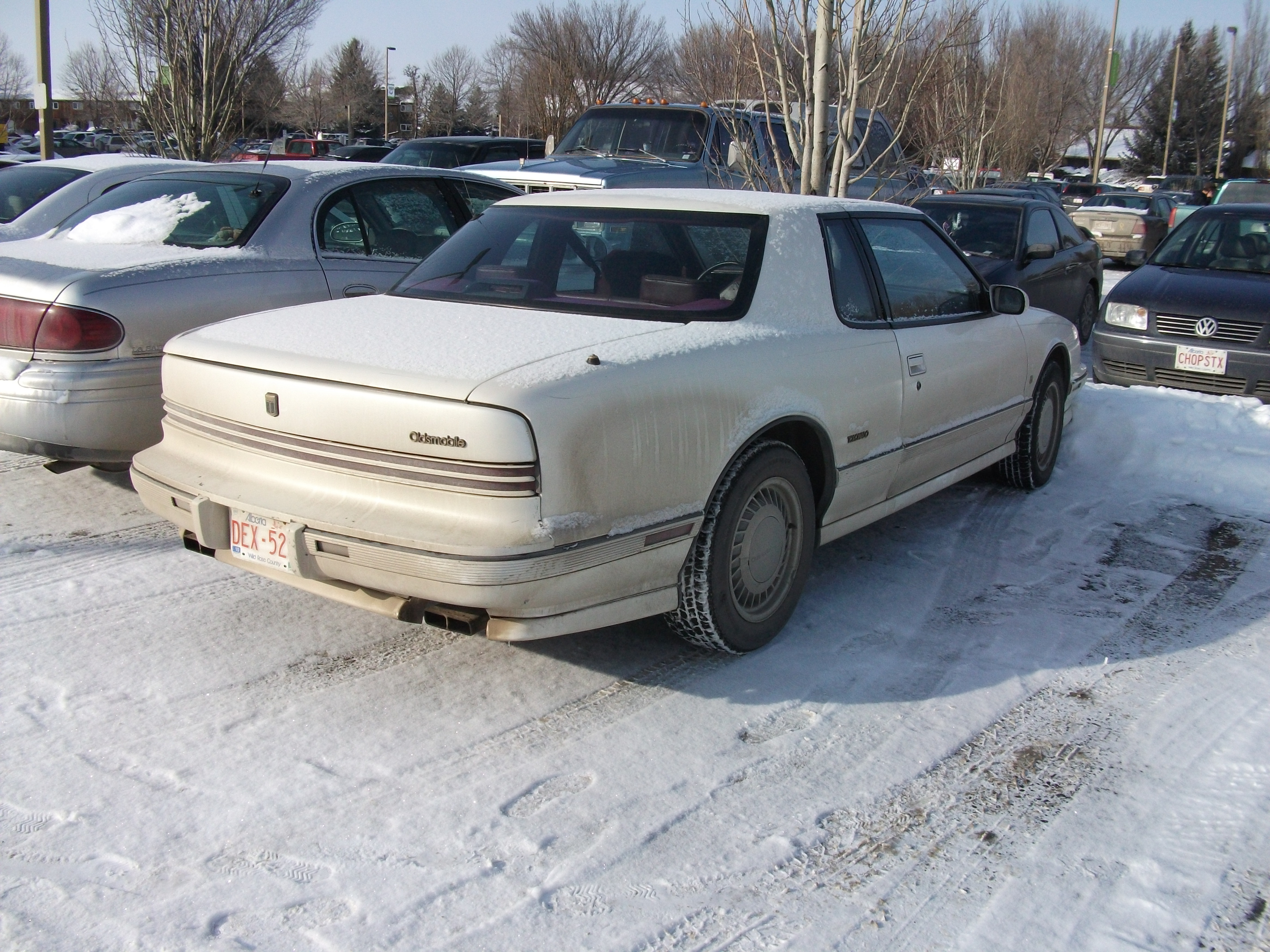
1990年以降のトロネードのリアビュー。トランク周辺の設計が一新されている事が分かる。

1990年にオールズモビルは文字通り象徴的なトロネードとトロフェオの販売を復活させる強化策を断行した。オールズモビルのデザイナーは前年のモデルから引き継いだのはボンネットのみという特に車体後部に重点を置いたボディの完全な再デザインを行い、これにより全長は約1フィート (30 cm)延長された。この再デザインは室内容積の拡大には貢献しなかったが、トランク容積が不足しているという苦情には応えていた。トロネード／トロフェオの持主は長期休暇用に充分な荷物やゴルフバッグ4つを車室内に持ち込むことなく収納することができた。
前部座席の安全のために1976年以来となるエアバッグが装着された。この時点では運転席のみに標準で取り付けられ、双方のモデルで共通の新しいハンドルが装着されていた。新しいアナログ式計器と視覚情報装置は運転者がこの新しいハンドルの中を通して読み取れるようにまとめて配置された。1990年代のトロフェオとトロネードの分厚い取扱説明書も容量の大きなグローブボックスに収納することができた。
不運なことに新しいスタイリングは下降する販売の流れを変える助けとはならなかったが、それでも尚オールズモビルはあきらめなかった。1991年モデルでは幾つかの装備が追加料金なしで装着された。以前はオプション品であったリモート・キーレスエントリー（remote keyless entry）とアンチロック・ブレーキ・システムが全モデルに渡り標準装備となり、エンジンは別の低出力のものに格下げされた。トロフェオには標準の革張り内装より上等のウルトラスエード製が用意されたが販売数は僅かで、現在では非常に希少である。バケットシートを注文した場合はムーンルーフのオプションは選択できなかった。

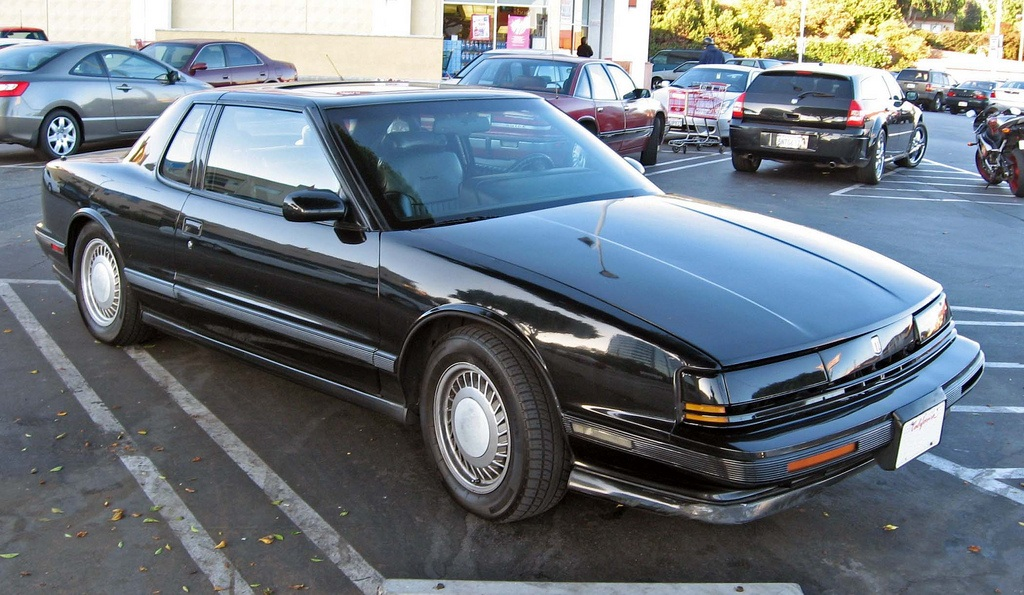
1992年式トロネード

1992年モデルは新しい復刻オプションを装着して発売され、ワイアーホイール風カバーの愛好者は1987年以来久しぶりに満足感にひたれた。トロフェオには堅い標準サスペンション（以前はオプションであったFE3パッケージ）が装着された。
トロネードとトロフェオはこの時点でGMのデザイナーと技術者が造り出すことのできた最善の車であったが、消費者はこれを購入しなかった。燃料消費率は悪く、SUV車の流行はまだ到来していなかったが単純にクーペという形状の車を所有すること自体が時流から外れていた。オールズモビルの幹部はこのことを理解し、1992年モデル限りでトロネードとトロフェオを販売停止にする決定を下した。この2車種は1994年初めに1995年モデルとして発表されたオーロラ（Aurora）に代替された。